# Microregione di Januária
Januária è una microregione del Minas Gerais in Brasile, appartenente alla mesoregione di Norte de Minas.

## Comuni
È suddivisa in 16 comuni:
- Bonito de Minas
- Chapada Gaúcha
- Cônego Marinho
- Icaraí de Minas
- Itacarambi
- Januária
- Juvenília
- Manga
- Matias Cardoso
- Miravânia
- Montalvânia
- Pedras de Maria da Cruz
- Pintópolis
- São Francisco
- São João das Missões
- Urucuia